# Golpe de Estado no Sudão em 2019
Golpe de Estado no Sudão em 2019 ocorreu na noite de 10 de abril de 2019 quando o presidente sudanês Omar al-Bashir foi retirado do poder pelas Forças Armadas do Sudão em meio aos protestos que decorreriam no país. As forças armadas sudanesas dissolveram o gabinete e a legislatura nacional e anunciaram um estado de emergência de três meses, a ser seguido por um período de transição de dois anos. Ahmed Awad Ibn Auf, que era ministro da Defesa e vice-presidente do Sudão, declarou-se o presidente de facto e anunciou a suspensão da constituição do país, impôs um toque de recolher, ordenando efetivamente a dissolução dos protestos em curso.

## Antecedentes
Uma série de protestos contra o governo do Sudão começou em dezembro de 2018, após o fim dos subsídios ao trigo e ao combustível. As manifestações irromperam em várias cidades devido ao aumento  dos custos de vida, aumento do preço do petróleo, a escassez, a inflação e a deterioração da economia. Em janeiro de 2019, os protestos mudaram o foco de atenção das questões econômicas para pedidos de renúncia do presidente de longa data do Sudão, Omar al-Bashir.
Em fevereiro de 2019, Bashir declarou o primeiro estado de emergência nacional em vinte anos em meio aos crescentes distúrbios, o que implica que nenhum tipo de concentrações ou manifestações poderiam ser realizadas sem autorização. No entanto, os movimentos políticos e sociais de oposição ignoraram tal ordem e continuaram com os protestos até abril de 2019.

## Golpe
Nas primeiras horas da manhã de 11 de abril de 2019, veículos militares entraram em um complexo militar onde ficava a residência de al-Bashir. A televisão estatal interrompeu sua programação habitual com o anúncio de que o exército faria um comunicado.
Um grupo de oficiais entrou no prédio da rede estatal de rádio e televisão Sudan TV em Omdurman, uma cidade satélite de Cartum, capital sudanesa, para emitir o anúncio a população.
Em um pronunciamento televisionado, o ministro de Defensa Awad Ibn Ouf informou que Omar al Bashir foi deposto e preso e que o exército havia decidido assumir o controle do país durante um período transitório de dois anos, que será seguido por uma convocação para eleições. Também afirmou que um estado de emergência foi declarado em todo o Sudão. O ministro declarou que a Constituição do país foi suspensa, os postos de fronteira permanecerão fechados até novo aviso e o espaço aéreo também será fechado por 24 horas.
O anúncio provocou o clamor e o júbilo dos manifestantes reunidos em frente à sede das Forças Armadas para exigir a renúncia do presidente sudanês. Os manifestantes saíram pelas ruas com bandeiras sudanesas para celebrar a queda do presidente, dançando e cantando slogans contra Bashir.
Ao mesmo tempo, os militares formam um conselho interino, com o primeiro vice-presidente, o tenente-general Ahmed Awad Ibn Auf, como líder e a criação deste conselho militar interino que liderará o país pelos próximos dois anos.
A mídia estatal informou que todos os presos políticos, incluindo líderes do protesto anti-Bashir estavam sendo libertados da prisão. O partido de al-Bashir, o Congresso Nacional,  respondeu anunciando que realizaria uma manifestação apoiando o presidente deposto. Soldados também invadiram os escritórios do Movimento Islâmico, a principal ala ideológica do Congresso Nacional em Cartum.
Em 12 de abril, a junta militar governante concordou em encurtar a duração de seu governo para "tão cedo quanto um mês" e transferir o controle para um governo civil se as negociações pudessem resultar na formação de um novo governo. Naquela noite, Auf deixou o cargo de chefe do conselho militar e fez o tenente-general Abdel Fattah Abdelrahman Burhan, que atua como inspetor geral das forças armadas, seu sucessor. Isto ocorreu após protestos sobre sua decisão de não extraditar Bashir para o Tribunal Penal Internacional. A renúncia foi considerada um "triunfo" pelos manifestantes, que estavam "jubilantes". Burhan foi considerado como tendo um registro mais limpo do que o restante dos generais de al-Bashir e não é procurado ou implicado por crimes de guerra por qualquer tribunal internacional. Ele era um dos generais que haviam se aproximado dos manifestantes durante o acampamento de uma semana perto do quartel-general militar, encontrando-os e ouvindo suas opiniões.
Em 13 de abril, Burhan anunciou em seu primeiro discurso televisionado que o toque de recolher imposto por Auf havia sido suspenso e que foi emitida uma ordem para completar a libertação de todos os prisioneiros presos sob leis de emergência ordenadas por Bashir. Horas antes, membros do conselho militar no poder divulgaram uma declaração à televisão sudanesa que afirmava que Burhan havia aceitado a renúncia do chefe de inteligência e de segurança Salah Gosh. Gosh havia supervisionado a repressão dos manifestantes que se opuseram a al-Bashir. Após estes anúncios, as conversações entre os manifestantes e os militares para a transição para um governo civil começaram oficialmente.

## Prisões
Além de Bashir, várias autoridades foram detidas pelas Forças Armadas: o primeiro-ministro Mohamed Taher Ayala, Ahmed Mohammed Haroun (líder do partido Congresso Nacional), o ex-ministro da Defesa Abdel Rahim Mohammed Hussein e os ex-vice-presidentes Bakri Hassan Saleh e Ali Osman Taha.

## Reação da oposição
Enquanto isso a oposição, as Forças da Liberdade da Mudança do Sudão, um grupo que reúne partidos e grupos da oposição do Sudão, denuncia que se trata e um golpe militar ou autogolpe militar do próprio regime para se perpetuar no poder, após quase quatro meses de protestos nas ruas. Muitos ativistas sudaneses, incluindo os da Associação dos Profissionais Sudaneses e do Partido Comunista do Sudão, denunciaram o conselho de transição militar como um governo das "mesmas faces e entidades contra as quais nosso grande povo se rebelou" em um comunicado. Os ativistas exigem que o poder seja entregue a um governo civil.